# Bundesautobahn 451
Bundesautobahn 451 (Abkürzung: BAB 451) – Kurzform: Autobahn 451 (Abkürzung: A 451) – war der Projektname einer geplanten Autobahn in Nordrhein-Westfalen.
Sie sollte von der A 1 bei Wermelskirchen über Gummersbach nach Waldbröl verlaufen und dort auf die A 56 treffen. Bisher wurde nur ein kleines Teilstück, etwa vier Kilometer bei Bergneustadt mit einem Autobahnkreuz, Anschlussstelle 26 (Reichshof/Bergneustadt), im Zuge der Bundesstraße 256 realisiert, die übrige Planung wurde verworfen.